# شومون تپه سی
شومون تپه سی مربوط به دوره اشکانیان - دوره ساسانیان - سده‌های اولیه دوران‌های تاریخی پس از اسلام است و در شهرستان گرمی، بخش مرکزی، دهستان اجارود غربی، روستای بیلداشی واقع شده و این اثر در تاریخ ۳۰ بهمن ۱۳۸۶ با شمارهٔ ثبت ۲۱۰۷۱ به‌عنوان یکی از آثار ملی ایران به ثبت رسیده است.